# Kommentar
for kommentarer indenfor datalogi - se kommentar (datalogi).
En kommentar er en litterær fremstillingsform. En kommentar indeholder en emnepræsentation, en påstand samt en række argumenter, hvis funktion er at overbevise om påstandens gyldighed.
På en avis skrives kommentaren af faste medarbejdere eller udefrakommende opinionsdannere. Ligesom i lederen er teksten ræsonnerende.